# Ministerio de Trabajo y Desarrollo Laboral (Panamá)
El Ministerio de Trabajo y Desarrollo Laboral de Panamá (MITRADEL) es un Ministerio de la República de Panamá que forma parte del Órgano Ejecutivo. Se encarga de gestionar políticas públicas de trabajo y empleo decente, así como de facilitar la solución y prevención de conflictos laborales y el mejoramiento de la calidad de vida de todos los trabajadores, llevando equidad, armonía y justicia. Los antecedentes del actual ministerio se remontan al 15 de enero de 1969 con el Ministerio de Trabajo y Bienestar Social por medio del decreto n.º 2 de gabinete.